# لیکوئید اسنیک
لیکوئید اسنیک (به انگلیسی: Liquid Snake) یک شخصیت ساختگی در سری بازی‌های ویدئویی متال گیر شرکت کونامی است. لیکوئید فرمانده سابق نیروهای ویژه واحد فاکس‌هاند و برادر دوقلوی سالید اسنیک و دومین پسر شبیه‌سازی شده بیگ باس، حاصل پروژه کودکان وحشتناک است. از زمان متال گیر سالید، لیکوئید به چیز دیگری جز کشتن برادرش سالید اسنیک فکر نمی‌کرد، اگرچه چندین بار هم نزدیک بود در این کار موفق شود.
لیکوئید دارای ضریب هوشی ۱۸۰ است و به هفت زبان زنده دنیا تسلط دارد. زبان مادری او انگلیسی با لهجهٔ انگلیسی است. از لحاظ ظاهری بسیار شبیه به برادر دوقلویش سالید اسنیک می‌باشد، با این تفاوت که پوستی تیره‌تر و رنگ موی روشن دارد. لیکوئید دارای خالکوبی شبیه به عصای اسقلبیوس بر روی دست چپ خود می‌باشد، اما به جای عصا، شمشیر در جای خود قرار داشت. اگرچه او زندگی خود را در اولین قسمت از داستان از دست می‌دهد، اما او توانست در نتیجه عمل پیوند دست آسلات به جای دستی که به سبب حوادث رخ داده در جزیرهٔ شد و موزز از دست داده بود، به زندگی بازگردد. در نتیجه این پیوند، خون منحصر به فرد و نادر لیکوئید توانست آسلات را آلوده و مبتلا سازد و در مواقعی که سالید اسنیک به آسلات نزدیک می شد کنترل ذهن آسلات را بدست بگیرد. در حوادث متال گیر سالید ۴ به نظر میرسید لیکوئید توانسته کنترل کامل ذهن آسلات را بدست آورد با اینحال در پایان بازی مشخص شد که آسلات دست لیکوئید را با یه دست سایبورگی جایگزین کرده و از عمد خود را تحت عمل هیپنوتراپی قرار داده تا به خود بباوراند که واقعا لیکوئید است تا به مقاصد خود برسد. 